# Lady Ballers
Lady Ballers es una película de comedia de 2023 protagonizada, dirigida y coescrita por Jeremy Boreing, codirector ejecutivo de la empresa de medios conservadora The Daily Wire. También está protagonizada por Daniel Considine, Jake Crain, David Cone, Blain Crain y Tyler Fischer. Boreing interpreta a un entrenador con mala suerte que hará cualquier cosa para ganar, incluso reunir a su antiguo equipo de baloncesto masculino para competir en deportes femeninos.
La película tiene cameos de colaboradores del Daily Wire y otras figuras destacadas de la derecha. El senador Ted Cruz y el ex nadador competitivo Riley Gaines hicieron cameos como ellos mismos. Ben Shapiro, Matt Walsh, Candace Owens, Michael Knowles, Andrew Klavan, Brett Cooper y Jordan Peterson del Daily Wire hacen apariciones.

## Reparto
- Jeremy Boreing como Entrenador Rob Gibson
- Daniel Considine como Alex Cruise
- Jake Crain como Jake Crain
- David Cone como David/Davida Cone
- Blain Crain como Blain/Blair Crain
- Tyler Fischer como Felix/Shelix Vanwyk
- Billie Rae Brandt como Gwen Wilde
- Lexie Contursi como Dharby Gibson
- Rosie Seraphine Harper como Winnie Gibson
- Matt Walsh como Kris Dilby/Matt Walsh
- Ben Shapiro como el Ref
- Candace Owens como Candace Owens
- Brett Cooper como Stacey Santiago-O'Brien
- Michael Knowles como Drake Diamond
- Andrew Klavan como Andrew Klavan
- Spencer Klavan como The Peacemaker
- Clay Travis como Entrenador de the Hawkettes
- Seth Dillon como Entrenador de the Cowgirls
- Riley Gaines como Riley Gaines
- Ted Cruz como Sen. Ted Cruz
- Jordan Peterson
- Chandler Juliet como Sheila
- Kangmin Lee como Fanático extasiado
- Siaka Massaquoi como Deuce Johnson
- Ben Davies como Director comercial
- John Costellow como Fanático del baloncesto

## Producción

### Rodaje
La fotografía principal comenzó en junio de 2023. La película se rodó en Nashville, Tennessee.

### Distribución
La película se estrenó el 1 de diciembre, exclusivamente en DailyWire+.